# Лазарово
Ла́зарово (болг. Лазарово) — село в Плевенській області Болгарії. Входить до складу общини Кнежа.

## Населення
За даними перепису населення 2011 року у селі проживали 446 осіб, усі — болгари.
Розподіл населення за віком у 2011 році:
Динаміка населення: